# Torgeir Ruud Ramsli
Torgeir Ruud Ramsli (Molde, 4 agosto 1979) è un calciatore norvegese, difensore del Sunndal.

## Carriera

### Club
Ramsli giocò per il Sunndal, prima di passare al Molde. Debuttò nella Tippeligaen il 15 agosto 1999, sostituendo Trond Strande nella vittoria per 5-3 contro lo Skeid. Nel 2001 passò in prestito allo HamKam, per cui esordì in 1. divisjon il 29 aprile, subentrando a Chris Twiddy nel successo per 2-0 sul Byåsen.
Passò poi al Træff a titolo definitivo, ma tornò nel Molde nel 2004. Nel 2006, firmò per il Sunndal.

### Nazionale
Giocò una partita per la Norvegia under 21. Questo incontro fu datato 25 aprile 2000, quando Ramsli fu schierato titolare nella vittoria per 2-0 sul Belgio under 21.